# マサカメTV
『マサカメTV』（マサカメティービー）とは、NHK総合テレビジョンで2013年4月6日から放送されていた情報バラエティ番組である。タイトルにあるマサカメとは「まさか!の目のつけどころ」という意味である。

## 概要
話題になっているニュースや、トレンド、さらには注目のスポットまで、多くの人が関心を持っているテーマに関して、多角的な視点や角度から物事を知る楽しさを提示する、新しい形の情報バラエティー番組である。「達人」が登場して、想像していなかった「目のつけどころ」を披露する。
お笑いタレントが数多く出演し、パロディやギャグ、ダジャレなど、NHKの教養番組にはあまり見られない演出が施される。
番組タイトルから「カメ」がタイトルロゴ等に用いられているほか、スタジオセットの意匠は竜宮城をイメージしたものとなっている。

## 出演者
- 司会：オードリー（春日俊彰、若林正恭）
- アシスタント∶鹿島綾乃アナウンサー（～2015年3月）、牛田茉友アナウンサー（2015年4月～）
- レギュラーメンバー：荒俣宏、虻川美穂子（北陽。産休のため降板していたが、2015年10月に復帰）
- 準レギュラーメンバー：伊集院光
- レポーター：なすなかにし（ほぼ毎週出演）、三拍子、タイムマシーン3号、Hi-Hi、オジンオズボーン、マシンガンズなど
- ナレーション：中井和哉

## 放送時間
- 毎週土曜 18:10 - 18:42[注 1]
- 2013年2月23日 19:30 - 20:00にも放送された。
- 2013年度は、月に1度『クイズ 100人力』が放送される週は休止となる。
- 2014年度は、金曜深夜25:10 - 25:42に再放送された。
- 2014年8月19日 20:00  - 20:45にスペシャル版が放送された。
- 2015年4月から9月までは、木曜16:15 - 16:50に再放送された（国会中継、大相撲中継、高校野球中継時などを除く）。
- 2015年10月からは、木曜深夜26:20 - 26:52に再放送される。
- 2015年9月21日 8:15 - 9:00に、連続テレビ小説『まれ』とコラボしたスペシャル版が放送された。

## パイロット版
2012年10月27日 19:30 - 20:00に当番組のパイロット版『常識くるっと変換ショー マサカメTV!』が放送された。
- 司会：オードリー（春日俊彰、若林正恭）
- ナレーション：京本政樹、礒野佑子アナウンサー
- ゲスト：榊原郁恵、カンニング竹山、虻川美穂子（北陽）、優木まおみ、宮﨑香蓮
- リポーター：田中卓志（アンガールズ）、小島よしお、黒田瑞貴、藤井千帆、山田朱莉